# Rivière Micosas
La rivière Micosas  est un affluent de la rivière Ouasiemsca, coulant dans le territoire non organisé de Rivière-Mistassini et Saint-Thomas-Didyme, dans la municipalité régionale de comté (MRC) de Maria-Chapdelaine, dans la région administrative de Saguenay–Lac-Saint-Jean, dans la province de Québec, au Canada.

## Géographie
La rivière Micosas  prend sa source au lac à la Truite. Elle coule sur environ 111 km dans le territoire de Rivière-Mistassini et Saint-Thomas-Didyme. Elle coule vers le sud traversant les lacs Dufresne et Gronick puis jusqu'à Saint-Thomas-Didyme où elle en traverse le nord vers l'est puis coule vers le nord jusqu'à sa confluence rive droite avec la rivière Ouasiemsca. Cette dernière est un affluent de la rivière Mistassini qui se déverse dans le lac Saint-Jean.

## Toponymie
Le toponyme rivière Micosas  a été officialisé le 5 décembre 1968 à la Banque des noms de lieux de la Commission de toponymie du Québec.